# کنیژوس (ناحیه پراگ-غرب)
کنیژوس (به چکی: Kněževes) ، یک منطقهٔ مسکونی در جمهوری چک است که در ناحیه پراگ-غرب واقع شده‌است. کنیژوس ۲٫۵۶ کیلومتر مربع مساحت و ۵۱۶ نفر جمعیت دارد و ۳۳۴ متر بالاتر از سطح دریا واقع شده‌است.